# Hlaváček jarní
Hlaváček jarní (Adonis vernalis) je jedovatá vytrvalá rostlina, někdy také pěstovaná zahrádkáři a sběrateli pro svůj nápadný vzhled. Hlaváčků je asi 11 druhů (je uváděno až 30), všechny pochází z Eurasie. Hlaváček jarní je zřejmě nejznámější druh rodu.

## Název
Vědecké jméno hlaváčků Adonis pochází z řecké mytologie. Adonis byl mytický syn kyperského krále Kinyra a jeho dcery Myrrhy. Příběh Adonise je líčen jako příběh bezbřehé sebestředné krásy. Podle mýtu „Červeně kvetoucí hlaváček (letní – Adonis aestivalis) vyrostl z krve krásného Adonise…“.

## Popis

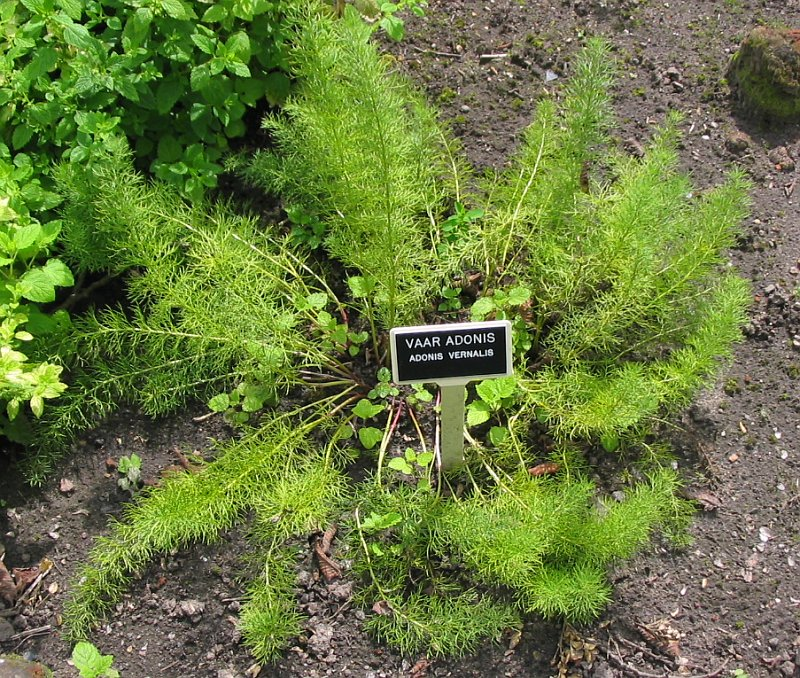
Hlaváček jarní (Adonis vernalis), listy

Velké žluté květy hlaváčku jarního zářící v bohatých trsech jsou těžko přehlédnutelné v dubnovém nebo květnovém jarním slunci. Květy s 20 světlými okvětními lístky a 5 kališními lístky dosahují až 8 cm v průměru. Květy se žlutými prašníky jsou jednotlivé, přímé.
- Lodyha – Celá rostlina je lysá, nebo kratičce chlupatá, vysoká až 20 cm (někdy až 50 cm[1]).
- Listy – Jsou dělené až niťovité, 2-3x zpeřené čárkovité úkrojky.
- Semeno – Kulovité plodenství se skládá z hustě stěsnaných kulovitých semen, nažek, až 5 mm dlouhých, a porostlých bílými chloupky s hákovitě zahnutým zobánkem. Semena rozšiřují mravenci (myrmekochorie). Rostliny vytvářejí hnědočerný oddenek.

## Výskyt

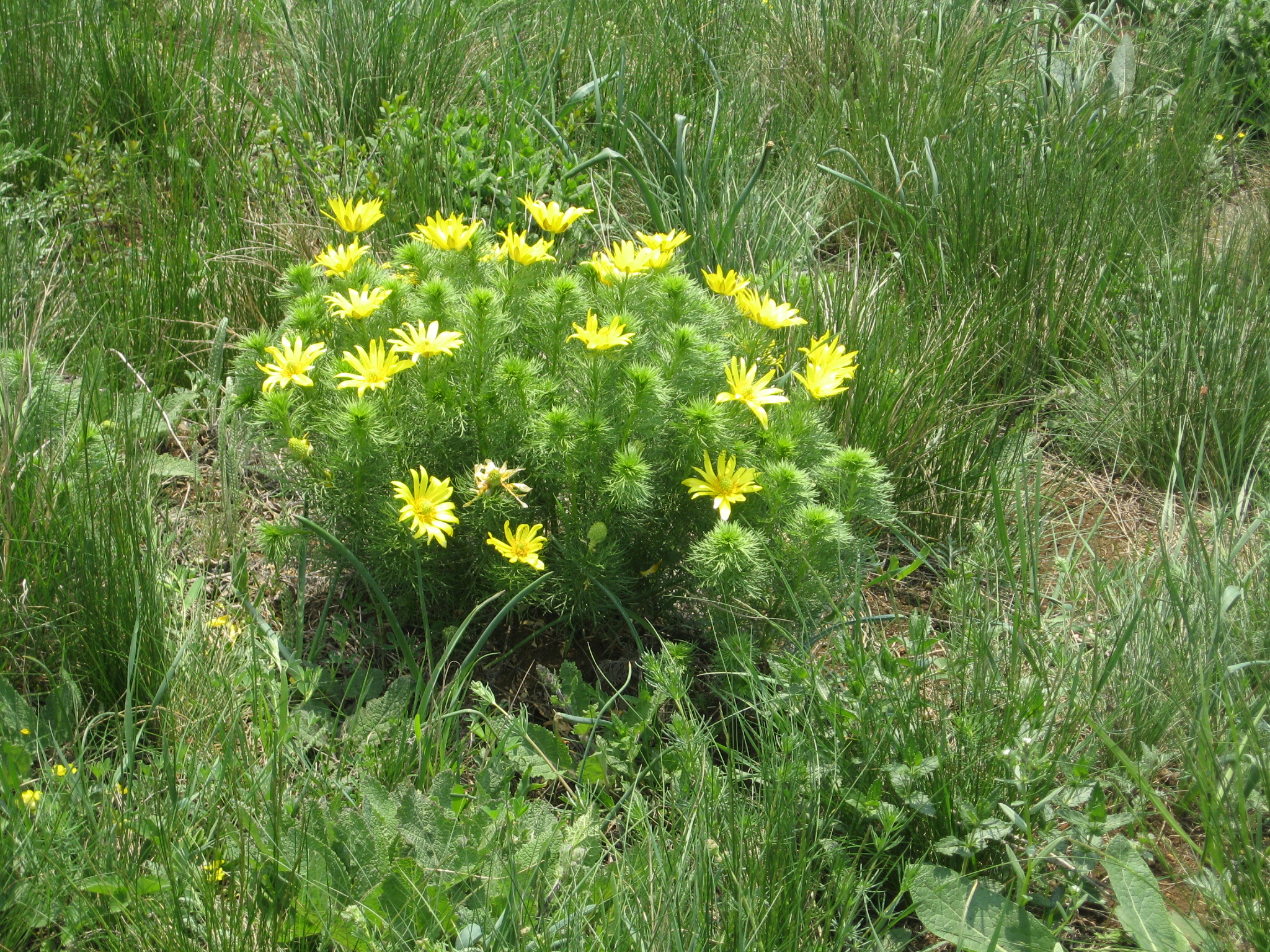
Hlaváček jarní na svazích kopce Milá

V Česku jej spolehlivě najdeme roztroušeně na výslunných kopcích a stráních v okolí Pálavy, teplé nejjižnější části Moravy. Na Moravě je známá lokalita Pouzdřanská step-Kolby bohatá i na další teplomilnou a suchomilnou květenu jinde vyhubenou zemědělstvím. Dále u kopce Náklo v přírodní památce Horky. V Čechách se nachází od Českého středohoří až po střední Polabí.
Ve světě můžeme hlaváček jarní najít na suchých teplých loukách a stepích v Eurasii. V ostrůvkovitých populacích se objevuje od Španělska na západě přes Střední Evropu, na jihovýchodě Švédska a také v teplých nížinných oblastech Rakouska, Ukrajiny, Maďarska až po Sibiř.
Pokud jde o nadmořskou výšku, roste v planárním až kolinním stupni termofytika, v mezofytiku ojediněle.

## Obsahové látky
- Glykosidy – Hlaváček obsahuje silné srdeční glykosidy[4][5][6][7][8][9][10] např. Adonidin, Adonitoxin isomer k Convallotoxinu, Adonitoxigenin, Cymarin, Strofanthidin a jiné. Toxické glykosidy působí jako ochranné a zásobní látky a jsou obsaženy v buněčných šťávách.
- Jiné látky – rostlina také obsahuje flavonoidy (Adonivertiny). Saponiny, carotoidy, choliny, fytosteroly, pryskyřice a mastné kyseliny.

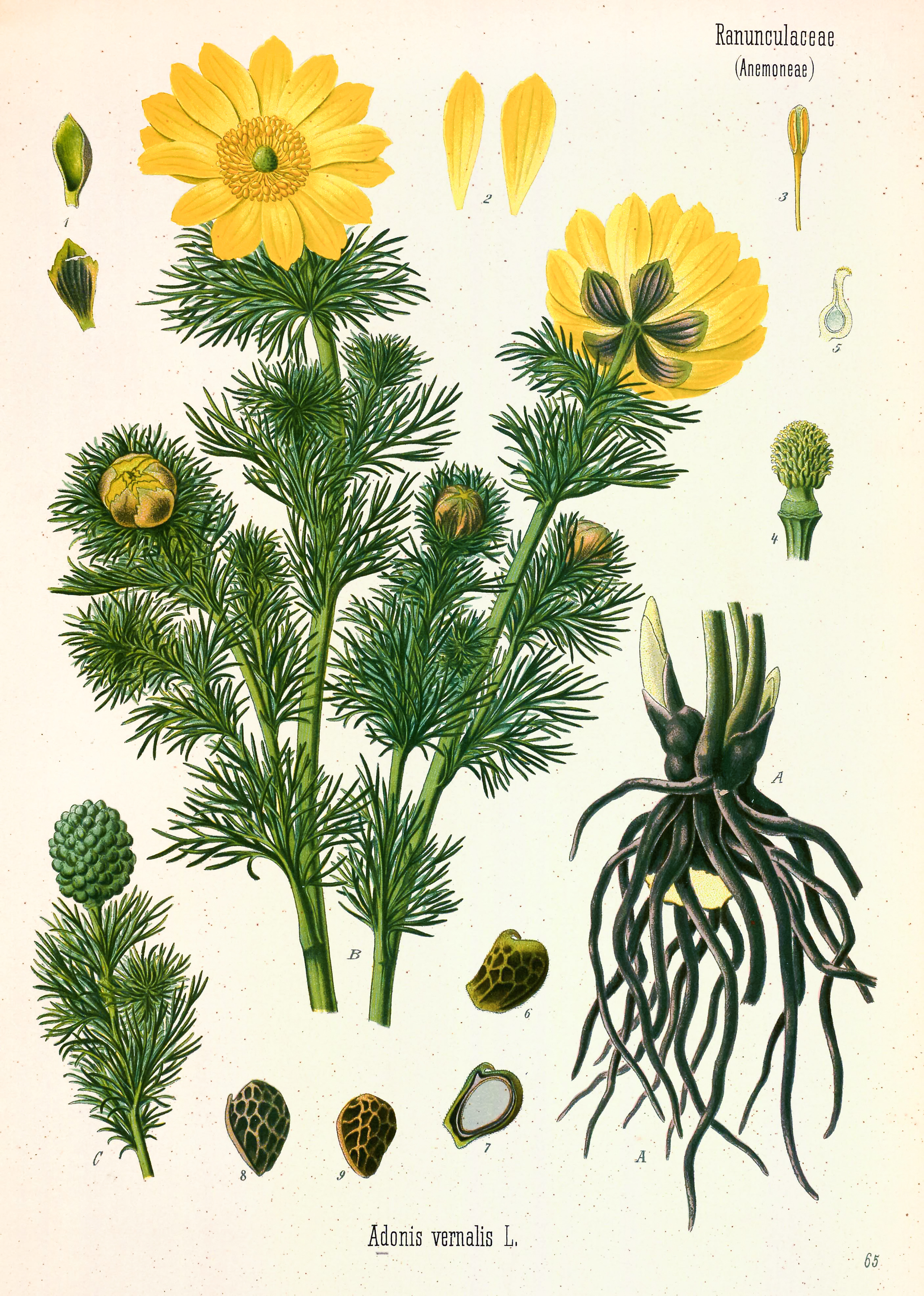
ilustrace Hlaváček jarní

## Pěstování
Při pěstování vyžaduje propustnou půdu, světlé, sušší, slunečné místo. Množí se dělením v červnu.

## Využití
- zahradnictví – Hlaváček jarní má využití omezeně jako dekorativní rostlina do skalek a výjimečně i záhonů. Je doporučována barevná kombinace s koniklecem Pulsatila vulgaris Rubra nebo modrým kosatcem Iris pumila.[11]

- zdravotnictví – Pro obsah toxických látek, glykosidů silně účinkujících zejména na srdeční svalstvo jako kardiotonikum je někdy doporučován amatérskými léčiteli a homeopaty jako bylinka na léčbu srdeční činnosti, srdeční nedostatečnosti, zejména květ. Užití glykosidů může předepsat pouze lékař. Nesprávné použití může způsobit trvalé poškození zdraví nebo i smrt. Byla popsána řada otrav těmito drogami, ať už medicinálních, náhodných, nebo vražedných.[10].Je sbírána nať až do rozpadu plodenství a ihned se suší. Nesmí se sušit na slunci. Sušená nať je účinná jeden rok, podle skladování se její účinnost liší. Dříve byl lidovými léčiteli užíván (podle dr. V. K.: Český herbář, nakladatelství Alois Hynek) k povzbuzení místo španělských mušek a kořen jako projímadlo, případně odvar z natě proti kolice.
- včelařství – Hlaváček je výbornou pylodárnou rostlinou. Včely sbírají pyl v citronově žlutých rouskách a v jarním období je pro ně zdrojem bílkovin, který podněcuje plodování včelstvev.[12]